# Hypoponera herbertonensis
Hypoponera herbertonensis är en myrart som först beskrevs av Auguste-Henri Forel 1915.  Hypoponera herbertonensis ingår i släktet Hypoponera och familjen myror. Inga underarter finns listade i Catalogue of Life.